# Europarlamentari del Belgio della VI legislatura
Gli europarlamentari del Belgio della VI legislatura, eletti in seguito alle elezioni europee del 2004, sono stati i seguenti.

## Composizione storica
| Europarlamentare          | Lista                              | Gruppo    |
| ------------------------- | ---------------------------------- | --------- |
| Ivo Belet                 | Cristiano-Democratici e Fiamminghi | PPE-DE    |
| Frieda Brepoels           | Cristiano-Democratici e Fiamminghi | PPE-DE    |
| Philippe Busquin          | Partito Socialista                 | PSE       |
| Philip Claeys             | Blocco Fiammingo                   | NI        |
| Jean-Luc Dehaene          | Cristiano-Democratici e Fiamminghi | PPE-DE    |
| Véronique De Keyser       | Partito Socialista                 | PSE       |
| Gérard Deprez             | Movimento Riformatore              | ALDE      |
| Mia De Vits               | Partito Socialista Differente      | PSE       |
| Koenraad Dillen           | Blocco Fiammingo                   | NI        |
| Antoine Duquesne          | Movimento Riformatore              | ALDE      |
| Saïd El Khadraoui         | Partito Socialista Differente      | PSE       |
| Mathieu Grosch            | Partito Cristiano Sociale          | PPE-DE    |
| Alain Hutchinson          | Partito Socialista                 | PSE       |
| Pierre Jonckheer          | Ecolo                              | Verdi/ALE |
| Raymond Langendries       | Centro Democratico Umanista        | PPE-DE    |
| Annemie Neyts-Uyttebroeck | Liberali e Democratici Fiamminghi  | ALDE      |
| Frédérique Ries           | Movimento Riformatore              | ALDE      |
| Bart Staes                | Verdi                              | Verdi/ALE |
| Dirk Sterckx              | Liberali e Democratici Fiamminghi  | ALDE      |
| Marc Tarabella            | Partito Socialista                 | PSE       |
| Marianne Thyssen          | Cristiano-Democratici e Fiamminghi | PPE-DE    |
| Johan Van Hecke           | Liberali e Democratici Fiamminghi  | ALDE      |
| Frank Vanhecke            | Blocco Fiammingo                   | NI        |
| Anne Van Lancker          | Partito Socialista Differente      | PSE       |

## Modifiche intervenute

### Partito Socialista
- In data 31.08.2007 a Marc Tarabella subentra Giovanna Corda.